# ویسالیا (کالیفرنیا)
ویسالیا (به انگلیسی: Visalia) شهری در شهرستان تولار ایالت کالیفرنیا است که در سرشماری سال ۲۰۱۰ میلادی، ۱۲۴۴۴۲ نفر جمعیت داشته‌است.